# IKCO Runna
Runna - означає «бігун» в перекладі з англійської, транскрибоване написання слова runner. Також, слово Runna, має і друге значення: у перекладі з фарсі слово runneh (ранне) - означає «дрифт», транслітеровано на латинські літери іранське слово. Це другий легковий автомобіль компанії Iran Khodro (IKCO) і третій пасажирський автомобіль спроектований в Ірані. Кодове ім'я проекту X12. Машина заснована основі на Пежо 206. Runna менша за свого попередника - IKCO Samand (X7) - першого іранського легкового автомобіля заснованого на основі Пежо 405. Ранне буде пропонуватися щонайменше двома варіантами двигунів. Це будуть 4-х циліндрові агрегати: бензиновий - потужністю 110 к.с і об'ємом 1.6 літра, і газовий - об'ємом 1.7 літра. Обидва двигуни відповідають екологічним стандартам Євро-4 і Євро-5, і стандартам безпеки «Зіткнення з пішоходом» («Pedestrian Impact»). В оснащення автомобіля будуть входити подушки безпеки, протиблокувальна система гальм, підсилювач керма і електропакет вікон.
Перші машини повинні надійти на внутрішній ринок Ірану в березні 2010 року. Експорт в Туреччини і в сусідні країни повинен початися трохи пізніше. IKCO планує випускати 150,000 автомобілів Рунна на рік при виході на повну виробничу потужність.

## Двигуни
- 1.6 L TU5JP4 І4 109 к.с.